# Pauline Dekker (arts)
Pauline C. Dekker (1961) is een Nederlands longarts en activist tegen de tabaksindustrie.

## Biografie
Pauline Dekker behaalde haar diploma aan het Baarnsch Lyceum in 1978, waarna zij cum laude afstudeerde aan de Universiteit van Amsterdam. Zij begon hierna aanvankelijk aan de opleiding tot internist, maar stapte in 1992 over naar longgeneeskunde. Van 1996 tot 2006 was zij werkzaam als longarts in het Gemini Ziekenhuis in Den Helder. Sinds 2006 werkt zij in het Rode Kruis Ziekenhuis in Beverwijk.
Na zelf vanaf haar veertiende gerookt te hebben, wist zij hier uiteindelijk vanaf te komen tijdens haar opleiding tot internist. Tijdens haar werk in het ziekenhuis zag zij dat verreweg de meeste ziektes veroorzaakt werden door het roken. Samen met vriendin en mede-longarts Wanda de Kanter begon ze een activistische anti-rookcarrière. Hieruit volgde de Stichting Rookpreventie Jeugd met het motto: 'Roken doodt, overheid doe wat!'. De website voor onderzoeksjournalistiek tabaknee.nl werd vervolgens opgericht, waarop kritische stukken over wat de tabaksindustrie aanricht onder de Nederlandse bevolking worden gepubliceerd. Op deze website wordt het 'naming and shaming' van mensen uit de tabaksindustrie niet vermeden, daarnaast worden er onthullingen gedaan over de verwevenheid van de tabakslobby en de Nederlandse overheid.
Samen met De Kanter heeft Dekker twee boeken geschreven over stoppen met roken. Ook hebben ze vele presentaties gegeven, die opvallen door het combineren van een serieuze toon met schrikbarende cijfers met een humoristische inslag. Zij hebben meerdere erkenningen voor hun werk ontvangen, zoals de Professor Muntedamprijs (KWF Kankerbestrijding), Smoke Free Award en de ENQ-award. Dekker pleit voor een verbod op tabak, omdat volgens haar "met .. een dossier van 20.000 doden per jaar, je niet activistisch genoeg kunt zijn."
In 2019 verklaarde Alliantie Nederland Rookvrij niet langer als partners te willen samenwerken met Dekker en De Kanter,  omdat hun aanpak te fel zou zijn en de activiteiten van KWF zouden ondermijnen. Hierna besloot de vereniging van het Nederlands Tijdschrift voor Geneeskunde (NTvG) ook uit de alliantie te stappen.